# 有刺饶氏吸虫
有刺饶氏吸虫（学名：Lutztrema spinosum）为双腔科饶氏属的动物。在中国大陆，分布于北京等地，营寄生生活，寄生于肝脏以及胆管。该物种的模式产地在北京。
其种加词“spinosum ”意为“棘状的”。